# Campeonato Europeo de Ciclismo en Pista de 2018
El IX Campeonato Europeo de Ciclismo en Pista se celebró en Glasgow (Reino Unido) entre el 2 y el 7 de agosto de 2018 bajo la organización de la Unión Europea de Ciclismo (UEC) y la Federación Británica de Ciclismo.
Las competiciones se realizaron en el Velódromo Sir Chris Hoy de la ciudad escocesa. Fueron disputadas 22 pruebas, 11 masculinas y 11 femeninas.

## Calendario
| ● | Preliminares | F | Final |

| Fecha                | Ju 02         | Vi 03         | Sá 04         | Do 05         | Lu 06         | Ma 07         |
| Hora→ Prueba ↓       | 18:30 – 20:45 | 13:45 – 20:45 | 14:00 – 20:50 | 09:00 – 21:25 | 11:00 – 21:00 | 11:00 – 14:45 |
| -------------------- | ------------- | ------------- | ------------- | ------------- | ------------- | ------------- |
| Velocidad ind.       |               |               |               |               | F             |               |
| Velocidad por eqs.   |               | F             |               |               |               |               |
| Persecución ind.     |               |               |               | F             |               |               |
| Persecución por eqs. | ●             | F             |               |               |               |               |
| 1 km contrarreloj    |               |               | F             |               |               |               |
| Puntuación           |               |               |               | F             |               |               |
| Scratch              |               | F             |               |               |               |               |
| Keirin               |               |               |               |               |               | F             |
| Eliminación          |               |               |               |               |               | F             |
| Madison              |               |               |               |               | F             |               |
| Ómnium               |               |               | F             |               |               |               |

| Fecha                | Ju 02         | Vi 03         | Sá 04         | Do 05         | Lu 06         | Ma 07         |
| Hora→ Prueba ↓       | 18:30 – 20:45 | 13:45 – 20:45 | 14:00 – 20:50 | 09:00 – 21:25 | 11:00 – 21:00 | 11:00 – 14:45 |
| -------------------- | ------------- | ------------- | ------------- | ------------- | ------------- | ------------- |
| Velocidad ind.       |               |               |               | F             |               |               |
| Velocidad por eqs.   |               | F             |               |               |               |               |
| Persecución ind.     |               |               | F             |               |               |               |
| Persecución por eqs. | ●             | F             |               |               |               |               |
| 500 m contrarreloj   |               |               |               |               | F             |               |
| Puntuación           |               |               | F             |               |               |               |
| Scratch              |               | F             |               |               |               |               |
| Keirin               |               |               |               |               |               | F             |
| Eliminación          |               |               |               | F             |               |               |
| Madison              |               |               |               |               |               | F             |
| Ómnium               |               |               |               |               | F             |               |

1. 1 2  Hora local de Glasgow: UTC +1.
2. 1 2  Consiste en cuatro pruebas: scratch, tempo, eliminación y puntuación.

## Medallistas

### Masculino
| Evento                          | Oro | Plata                                                                                             | Bronce                                                                                 |
| ------------------------------- | --- | ------------------------------------------------------------------------------------------------- | -------------------------------------------------------------------------------------- |
| Velocidad individual (06.08)    | Jeffrey Hoogland · Países Bajos                                                                          | Stefan Bötticher · Alemania                                                                       | Harrie Lavreysen · Países Bajos                                                        |
| Velocidad por equipos (03.08)   | Países Bajos · Jeffrey Hoogland · Harrie Lavreysen · Nils van 't Hoenderdaal · Roy van den Berg · 42,888 | Francia Sébastien Vigier François Pervis Quentin Lafargue Michaël D'Almeida 43,693                | Alemania · Stefan Bötticher · Timo Bichler · Joachim Eilers · 43,805                   |
| Persecución individual (05.08)  | Domenic Weinstein · Alemania · 4:13,363                                                                  | Ivo Oliveira Portugal 4:15,304                                                                    | Claudio Imhof · Suiza · 4:16,654                                                       |
| Persecución por equipos (03.08) | Italia · Filippo Ganna · Francesco Lamon · Elia Viviani · Michele Scartezzini · Liam Bertazzo · 3:55,401 | Suiza · Cyrille Thièry · Stefan Bissegger · Frank Pasche · Théry Schir · Claudio Imhof · 3:59,705 | Reino Unido Ethan Hayter Steven Burke Kian Emadi Charlie Tanfield Oliver Wood 3:57,463 |
| 1 km contrarreloj (04.08)       | Matthijs Büchli · Países Bajos · 1:00,134                                                                | Joachim Eilers · Alemania · 1:00,361                                                              | Sam Ligtlee · Países Bajos · 1:00,905                                                  |
| Carrera por puntos (05.08)      | Wojciech Pszczolarski · Polonia · 102 pts.                                                               | Kenny De Ketele · Bélgica · 83 pts.                                                               | Stefan Matzner · Austria · 71 pts.                                                     |
| Scratch (03.08)                 | Roman Hladysh · Ucrania                                                                                  | Adrien Garel Francia                                                                              | Tristan Marguet · Suiza                                                                |
| Keirin (07.08)                  | Stefan Bötticher · Alemania                                                                              | Sébastien Vigier Francia                                                                          | Jack Carlin Reino Unido                                                                |
| Madison (06.08)                 | Robbe Ghys · Kenny De Ketele · Bélgica · 60 pts.                                                         | Theo Reinhardt · Roger Kluge · Alemania · 49 pts.                                                 | Oliver Wood Ethan Hayter Reino Unido 38 pts.                                           |
| Eliminación (07.08)             | Matthew Walls Reino Unido                                                                                | Rui Oliveira Portugal                                                                             | Szymon Krawczyk · Polonia                                                              |
| Ómnium (04.08)                  | Ethan Hayter Reino Unido 133 pts.                                                                        | Elia Viviani · Italia · 113 pts.                                                                  | Casper von Folsach Dinamarca 113 pts.                                                  |

### Femenino
| Evento                          | Oro                                                                                         | Plata                                                                                      | Bronce                                                                                |
| ------------------------------- | ------------------------------------------------------------------------------------------- | ------------------------------------------------------------------------------------------ | ------------------------------------------------------------------------------------- |
| Velocidad individual (05.08)    | Daria Shmeliova · Rusia                                                                     | Anastasiya Voinova · Rusia                                                                 | Mathilde Gros Francia                                                                 |
| Velocidad por equipos (03.08)   | Rusia · Daria Shmeliova · Anastasiya Voinova · 32,452                                       | Ucrania · Liubov Basova · Olena Starikova · 33,108                                         | Alemania · Miriam Welte · Emma Hinze · 32,981                                         |
| Persecución individual (04.08)  | Lisa Brennauer · Alemania · 3:26,879                                                        | Katie Archibald Reino Unido 3:29,577                                                       | Justyna Kaczkowska · Polonia · 3:34,750                                               |
| Persecución por equipos (03.08) | Reino Unido Elinor Barker Laura Kenny Katie Archibald Neah Evans Eleanor Dickinson 4:16,896 | Italia · Letizia Paternoster · Marta Cavalli · Elisa Balsamo · Silvia Valsecchi · 4:25,384 | Alemania · Charlotte Becker · Gudrun Stock · Mieke Kröger · Lisa Brennauer · 4:23,105 |
| 500 m contrarreloj (06.08)      | Daria Shmeliova · Rusia · 33,285                                                            | Olena Starikova · Ucrania · 33,593                                                         | Miriam Welte · Alemania · 33,600                                                      |
| Carrera por puntos (04.08)      | Maria Giulia Confalonieri · Italia · 33 pts.                                                | Ina Savenka · Bielorrusia · 32 pts.                                                        | Gulnaz Badykova · Rusia · 30 pts.                                                     |
| Scratch (03.08)                 | Kirsten Wild · Países Bajos                                                                 | Emily Kay Reino Unido                                                                      | Jolien D'Hoore · Bélgica                                                              |
| Keirin (07.08)                  | Mathilde Gros Francia                                                                       | Nicky Degrendele · Bélgica                                                                 | Daria Shmeliova · Rusia                                                               |
| Madison (07.08)                 | Amalie Dideriksen Julie Leth Dinamarca 42 pts.                                              | Gulnaz Badykova · Diana Klimova · Rusia · 38 pts.                                          | Kirsten Wild · Amy Pieters · Países Bajos · 34 pts.                                   |
| Eliminación (05.08)             | Laura Kenny Reino Unido                                                                     | Anna Knauer · Alemania                                                                     | Yevgueniya Augustinas · Rusia                                                         |
| Ómnium (06.08)                  | Kirsten Wild · Países Bajos · 156 pts.                                                      | Katie Archibald Reino Unido 144 pts.                                                       | Letizia Paternoster · Italia · 111 pts.                                               |

## Medallero
| Núm. | País         | Oro | Plata | Bronce | Total |
| ---- | ------------ | --- | ----- | ------ | ----- |
| 1    | Países Bajos | 5   | 0     | 3      | 8     |
| 2    | Reino Unido  | 4   | 3     | 3      | 10    |
| 3    | Alemania     | 3   | 4     | 4      | 11    |
| 4    | Rusia        | 3   | 2     | 3      | 8     |
| 5    | Italia       | 2   | 2     | 1      | 5     |
| 6    | Francia      | 1   | 3     | 1      | 5     |
| 7    | Bélgica      | 1   | 2     | 1      | 4     |
| 8    | Ucrania      | 1   | 2     | 0      | 3     |
| 9    | Polonia      | 1   | 0     | 2      | 3     |
| 10   | Dinamarca    | 1   | 0     | 1      | 2     |
| 11   | Portugal     | 0   | 2     | 0      | 2     |
| 12   | Suiza        | 0   | 1     | 2      | 3     |
| 13   | Bielorrusia  | 0   | 1     | 0      | 1     |
| 14   | Austria      | 0   | 0     | 1      | 1     |
|      | TOTAL        | 22  | 22    | 22     | 66    |